# Lista de municípios de Mato Grosso do Sul por ano de instalação
Relação dos municípios de Mato Grosso do Sul por ano de instalação.
| Cidade                   | Ano de instalação |
| ------------------------ | ----------------- |
| Água Clara               | 1953              |
| Alcinópolis              | 1993              |
| Amambai                  | 1948              |
| Anastácio                | 1964              |
| Anaurilândia             | 1963              |
| Angélica                 | 1976              |
| Antônio João             | 1964              |
| Aparecida do Taboado     | 1948              |
| Aquidauana               | 1906              |
| Aral Moreira             | 1976              |
| Bandeirantes             | 1963              |
| Bataguassu               | 1953              |
| Bataiporã                | 1963              |
| Bela Vista               | 1908              |
| Bodoquena                | 1980              |
| Bonito                   | 1948              |
| Brasilândia              | 1963              |
| Caarapó                  | 1958              |
| Camapuã                  | 1948              |
| Campo Grande             | 1899              |
| Caracol                  | 1963              |
| Cassilândia              | 1954              |
| Chapadão do Sul          | 1989              |
| Corguinho                | 1953              |
| Coronel Sapucaia         | 1987              |
| Corumbá                  | 1850              |
| Costa Rica               | 1980              |
| Coxim                    | 1898              |
| Deodápolis               | 1976              |
| Dois Irmãos do Buriti    | 1989              |
| Douradina                | 1980              |
| Dourados                 | 1935              |
| Eldorado                 | 1976              |
| Fátima do Sul            | 1963              |
| Figueirão                | 2005              |
| Glória de Dourados       | 1963              |
| Guia Lopes da Laguna     | 1953              |
| Iguatemi                 | 1963              |
| Inocência                | 1958              |
| Itaporã                  | 1953              |
| Itaquiraí                | 1980              |
| Ivinhema                 | 1963              |
| Japorã                   | 1993              |
| Jaraguari                | 1953              |
| Jardim                   | 1953              |
| Jateí                    | 1963              |
| Juti                     | 1989              |
| Ladário                  | 1953              |
| Laguna Carapã            | 1993              |
| Maracaju                 | 1928              |
| Miranda                  | 1871              |
| Mundo Novo               | 1976              |
| Naviraí                  | 1963              |
| Nioaque                  | 1890              |
| Nova Alvorada do Sul     | 1993              |
| Nova Andradina           | 1958              |
| Novo Horizonte do Sul    | 1993              |
| Paraíso das Águas        | 2010              |
| Paranaíba                | 1857              |
| Paranhos                 | 1989              |
| Pedro Gomes              | 1963              |
| Ponta Porã               | 1912              |
| Porto Murtinho           | 1911              |
| Ribas do Rio Pardo       | 1943              |
| Rio Brilhante            | 1929              |
| Rio Negro                | 1964              |
| Rio Verde de Mato Grosso | 1953              |
| Rochedo                  | 1948              |
| Santa Rita do Pardo      | 1989              |
| São Gabriel do Oeste     | 1980              |
| Selvíria                 | 1980              |
| Sete Quedas              | 1980              |
| Sidrolândia              | 1953              |
| Sonora                   | 1989              |
| Tacuru                   | 1980              |
| Taquarussu               | 1980              |
| Terenos                  | 1953              |
| Três Lagoas              | 1915              |
| Vicentina                | 1989              |

## Cronológico
| Posição - Cidade             | Ano de instalação |
| ---------------------------- | ----------------- |
| 1º - Ladário                 | 1778              |
| 2º - Corumbá                 | 1778              |
| 3º - Paranaíba               | 1857              |
| 4º - Miranda                 | 1871              |
| 5º - Nioaque                 | 1890              |
| 6º - Coxim                   | 1898              |
| 7º - Campo Grande            | 1899              |
| 8º - Aquidauana              | 1906              |
| 9º - Bela Vista              | 1908              |
| 10º - Porto Murtinho         | 1911              |
| 11º - Ponta Porã             | 1912              |
| 12º - Três Lagoas            | 1915              |
| 13º - Maracaju               | 1928              |
| 14º - Rio Brilhante          | 1929              |
| 15º - Dourados               | 1935              |
| 16º - Ribas do Rio Pardo     | 1943              |
| 17º - Amambai                | 1948              |
| “ - Aparecida do Taboado     | 1948              |
| “ - Bonito                   | 1948              |
| “ - Camapuã                  | 1948              |
| “ - Rochedo                  | 1948              |
| 22º - Água Clara             | 1953              |
| “ - Bataguassu               | 1953              |
| “ - Corguinho                | 1953              |
| “ - Guia Lopes da Laguna     | 1953              |
| “ - Itaporã                  | 1953              |
| “ - Jaraguari                | 1953              |
| “ - Jardim                   | 1953              |
| “ - Rio Verde de Mato Grosso | 1953              |
| “ - Sidrolândia              | 1953              |
| “ - Terenos                  | 1953              |
| 33º - Cassilândia            | 1954              |
| 34º - Caarapó                | 1958              |
| “ - Inocência                | 1958              |
| “ - Nova Andradina           | 1958              |
| 37º - Anaurilândia           | 1963              |
| “ - Bandeirantes             | 1963              |
| “ - Bataiporã                | 1963              |
| “ - Brasilândia              | 1963              |
| “ - Caracol                  | 1963              |
| “ - Fátima do Sul            | 1963              |
| “ - Glória de Dourados       | 1963              |
| “ - Iguatemi                 | 1963              |
| “ - Ivinhema                 | 1963              |
| “ - Jateí                    | 1963              |
| “ - Naviraí                  | 1963              |
| “ - Pedro Gomes              | 1963              |
| 49º - Anastácio              | 1964              |
| “ - Antônio João             | 1964              |
| “ - Rio Negro                | 1964              |
| 52º - Angélica               | 1976              |
| “ - Aral Moreira             | 1976              |
| “ - Deodápolis               | 1976              |
| “ - Eldorado                 | 1976              |
| “ - Mundo Novo               | 1976              |
| 57º - Bodoquena              | 1980              |
| “ - Costa Rica               | 1980              |
| “ - Douradina                | 1980              |
| “ - Itaquiraí                | 1980              |
| “ - São Gabriel do Oeste     | 1980              |
| “ - Selvíria                 | 1980              |
| “ - Sete Quedas              | 1980              |
| “ - Tacuru                   | 1980              |
| “ - Taquarussu               | 1980              |
| 66º - Coronel Sapucaia       | 1987              |
| 67º - Chapadão do Sul        | 1989              |
| “ - Dois Irmãos do Buriti    | 1989              |
| “ - Juti                     | 1989              |
| “ - Paranhos                 | 1989              |
| “ - Santa Rita do Pardo      | 1989              |
| “ - Sonora                   | 1989              |
| “ - Vicentina                | 1989              |
| 74º - Alcinópolis            | 1993              |
| “ - Japorã                   | 1993              |
| “ - Laguna Carapã            | 1993              |
| “ - Nova Alvorada do Sul     | 1993              |
| “ - Novo Horizonte do Sul    | 1993              |
| 79º - Figueirão              | 2005              |
| 80º - Paraíso das Águas      | 2013              |